# Železná hůrka
Železná hůrka (Eisenbühl) je národní přírodní památka, která byla vyhlášena v roce 1961 za účelem ochrany zbytku čtvrtohorní sopky, jedné z nejmladších sopek na území České republiky. Chráněné území o rozloze 3,5 ha se nachází v nadmořské výšce 519 metrů v Přírodním parku Český les, na katastru Mýtiny v okrese Cheb v Karlovarském kraji.

## Popis oblasti
Lokalita se nachází 1 km jižně od Mýtiny, místní částí obce Lipová, necelých 9 km vzdušnou čarou jihovýchodně od Chebu. Do roku 1989 bylo toto území součástí hraničního pásma a bylo turisticky nepřístupné. Na turistických mapách se tato lokalita objevila až po roce 1989, téměř 30 let od vyhlášení národní přírodní památky.
Z geomorfologického hlediska se jedná o území okrsku Hrozňatovské pahorkatiny, která je odloučenou částí podcelku Chebské pahorkatiny a zároveň součástí výběžku německé části Smrčin (Fichtelgebirge).

## Historie

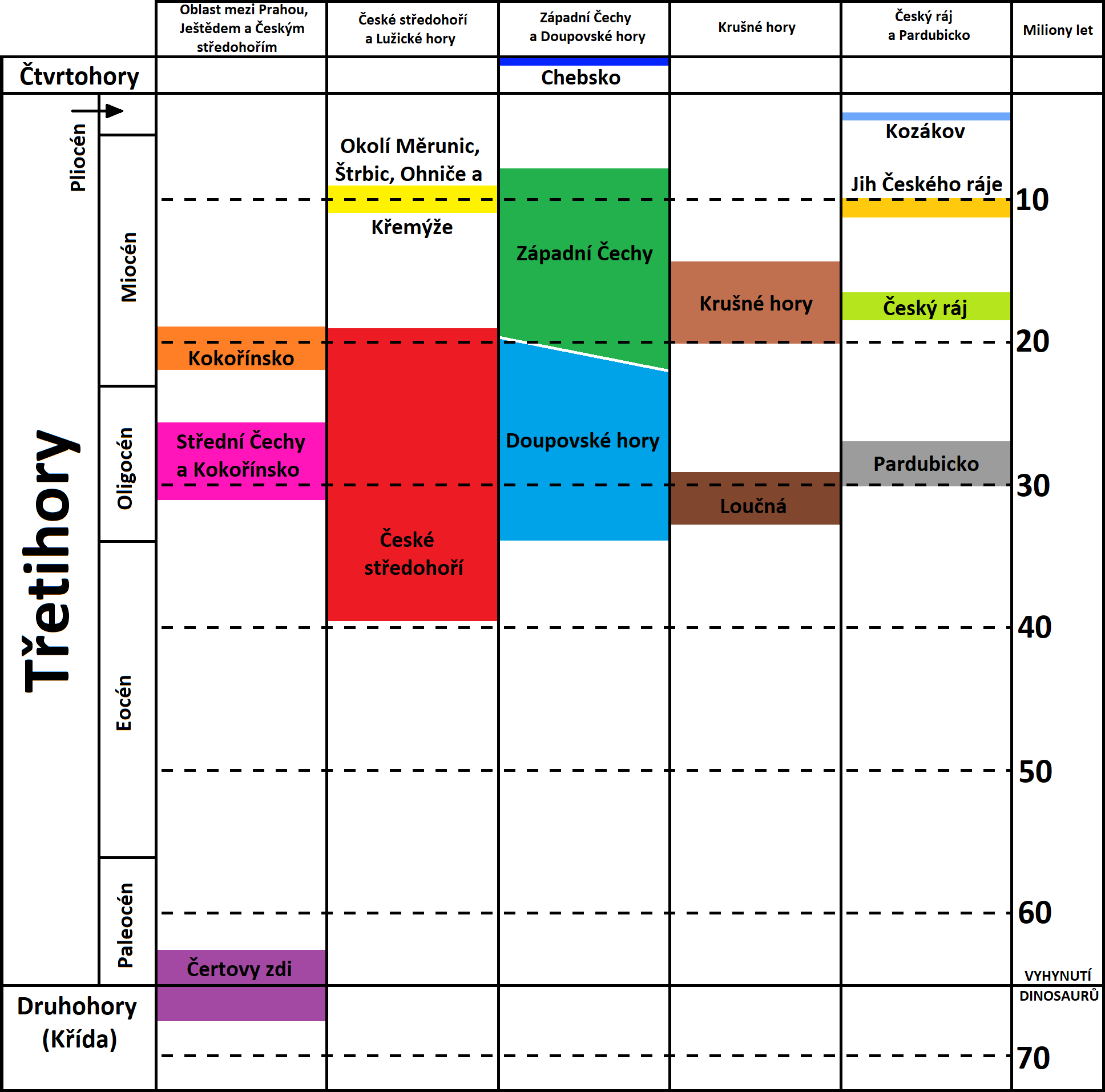
Historie sopečné činnosti na území ČR.

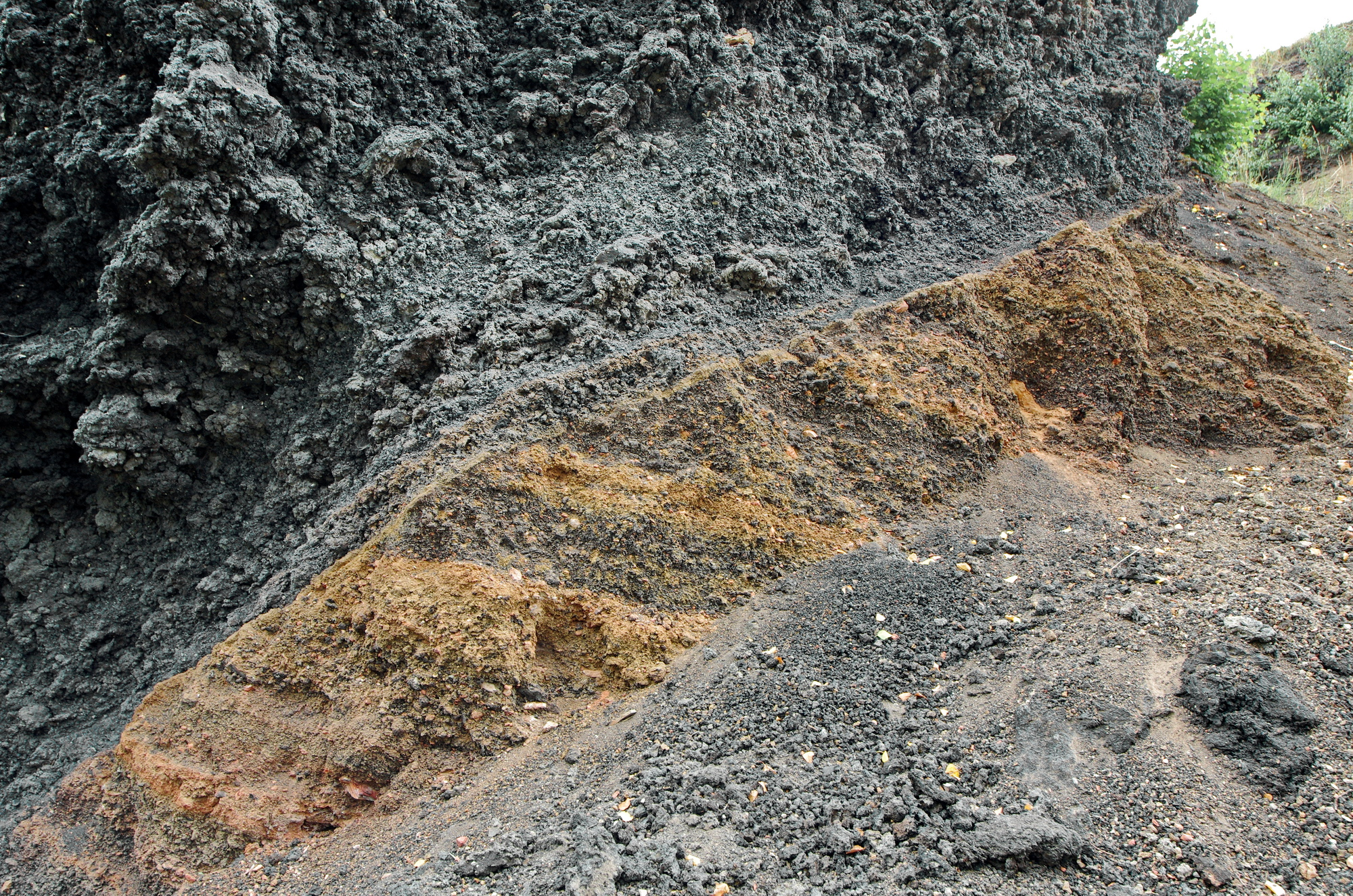
detail diskordantně nasedajících vrstev

Název Železná hůrka je pravděpodobně odvozen od nálezů čistého železa, které vzniklo při průchodu magmatu uhelnými slojemi.
Místo objevil v roce 1823 německý básník J. W. Goethe. Už v roce 1928 doporučil slavný německý vulkanolog a paleontolog Hans Gottfried Reck urychlenou ochranu, aby nedocházelo k těžbě sopečného materiálu pro místní potřebu. Těžba však pokračovala a teprve po geologickém průzkumu v roce 1957 byl formulován návrh na ochranu. Jde o nejmladší známou sopku v ČR (spolu s Komorní hůrkou) se stářím zhruba 519 (jinde uváděno 430) tisíc let. Podle nejnovějších zkoumání by měla být Železná hůrka stará 150 až 400 tisíc let.

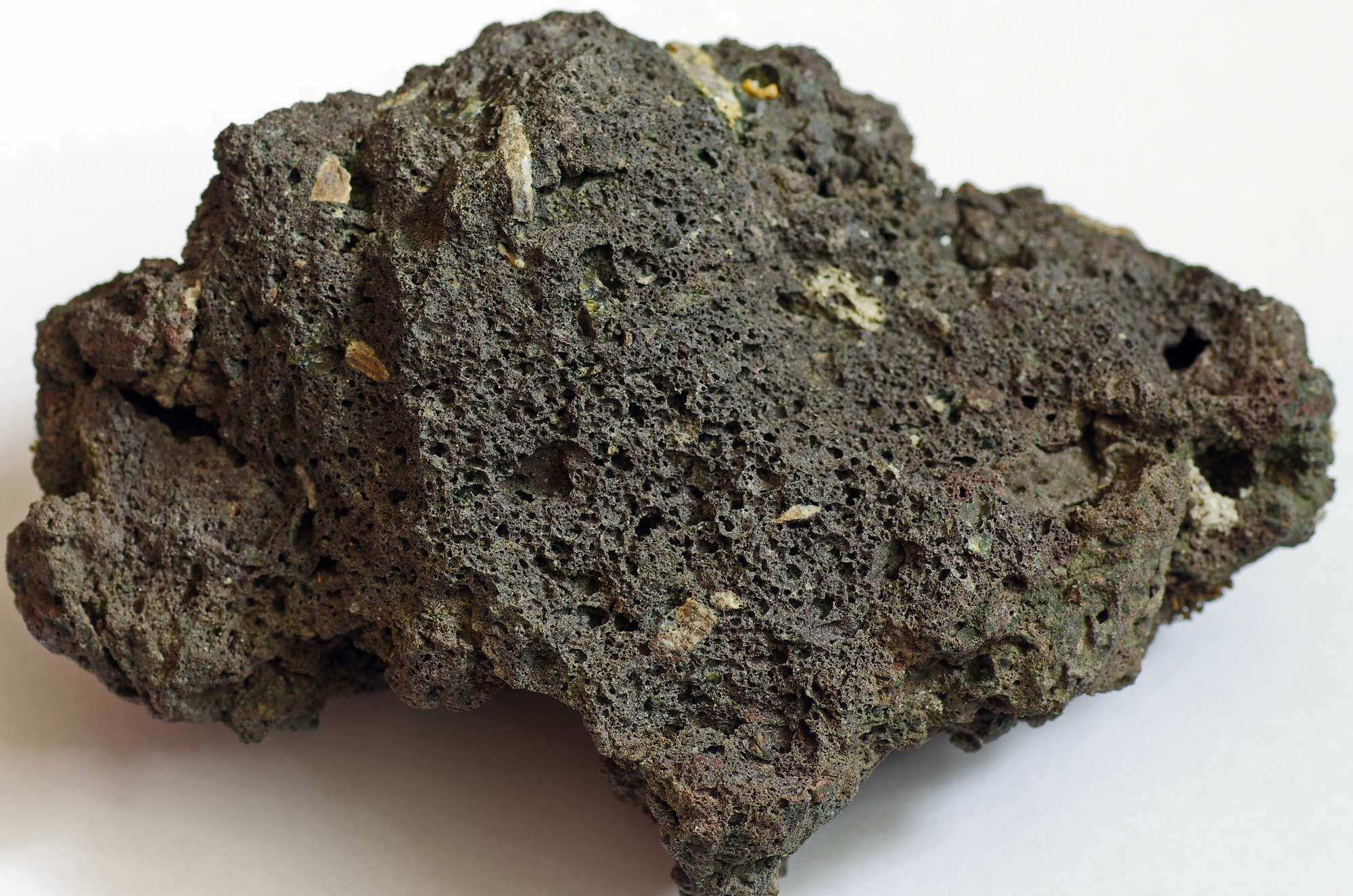
sopečná struska z Železné hůrky

Přesnější určení stáří sopky, i při využití moderních metod, je ztíženo tím, že nelze získat nekontaminovaný vzorek sopečného materiálu k určení stáří. Při sopečných erupcích totiž magma a horké páry napřed rozdrtily a pak přibraly úlomky podložních hornin, případně je v sobě rozpustily. Podložní horniny jsou mnohem starší, konkrétně se jedná krystalinické horniny staré přibližně 350 miliónů let, a tak i jejich malé množství v analyzovaném sopečném materiálu ovlivňuje výsledky měření.
Podíl na geologické stavbě měly nejméně dva sopečné výbuchy. Přibližně 15 m mocné polohy pyroklastických hornin vytvořila erupce strombolského typu, na kterých leží později vyvržené tufy erupcí havajského typu. V tufech se nacházejí poměrně velké sopečné pumy.
Koncem 20. století byla v terénu u Mýtiny, necelé dva kilometry od Železné hůrky, nalezena trychtýřovitá propadlina, která naznačovala, že se může jednat o maarový kráter. Že se jedná o pozůstatek sopky, prokázal jak geofyzikální průzkum prováděný v letech 2006 až 2008, tak i vrtná jádra z vrtu (vrtný průzkum v roce 2007). Maar u Mýtiny je tak zatím jediným kvartérním maarem ve Střední Evropě, nacházejícím se východně od klasické maarové oblasti Eifel v Německu a severně od Alp.

## Flóra a fauna
Nejvýznamnější rostlinou v území je vratička měsíční (Botrychium lunaria). Z květin v oblasti dále roste mochna jarní (Potentilla tabernaemontan) či přísně chráněný zimostrázek alpský (Polygala chamaebuxus) a léčivka prvosenka jarní (Primula veris). V lokalitě se vyskytují hlavně zástupci plazů - ještěrka obecná (Lacerta agilis), ještěrka živorodá (Zootoca vivipara) a zmije obecná (Vipera berus).

## Přístup
Od autobusové zastávky Lipová, Mýtina je Železná hůrka vzdálena asi 1,5 km po místní komunikaci, která vede přes hranici do německé obce Neualbenreuth. Po této silničce vede závěrečný úsek cyklotrasy č. 2129 a zároveň i úsek evropské cyklotrasy EV 13 - Stezky Železné opony, která patří mezi dálkové trasy v rámci sítě EuroVelo. Nejbližší železniční zastávkou je zhruba 5 km vzdálená Lipová u Chebu na trati č. 170.